# 루이스 갈반
루이스 아돌포 갈반(스페인어: Luis Adolfo Galván, 1948년 2월 24일 ~ 2025년 5월 5일)은 아르헨티나의 전 축구 선수이다. 포지션은 수비수였다. 1978년 FIFA 월드컵 우승 멤버이기도 하다.
갈반은 1970년 타예레스에서 데뷔했다. 그는 그곳에서 12년 동안 뛰었으나 나시오날 챔피언쉽에서 준우승 한 번(1977년)과 4위 2번(1976, 1978년), 메트로폴리타노 챔피언쉽에서 3위 한 번(1980년)만을 경험했다. 갈반은 1982년 팀을 떠났고 로마 네그라 데 올라바리아에서 뛰다가 타예레스의 라이벌 팀 CA 벨그라노에서 뛰었다. 그 후 센트랄 노르테, 클럽 볼리바르같은 마이너 팀들을 전전하다 다시 타예레스로 돌아왔다. 그 후 1989년 41세의 나이에 타예레스 데 헤수스 마리아에서 은퇴했다.
그는 아르헨티나 축구 국가대표팀의 일원으로서 활약하기도 했는데, 34경기에 나왔다.